# Isola delle Femmine
Isola delle Femmine (tiếng Sicilia: Isula dî Fìmmini)là một đô thị trong tỉnh Palermo, vùng Sicilia, Ý. Đô thị này có diện tích 3 km², dân số theo điều tra năm 2010 của Cục thống kê quốc gia Ý là 7.336 người.